# Group of Thirty
Group of Thirty (G30) är en internationell organisation av centralbankschefer och andra ledande finansmän och akademiker med finansfrågor som specialområde. Organisationen har sitt säte i Washington D.C.
Organisationen grundades 1978 av Geoffrey Bell, men initiativet till bildandet kom från Rockefeller Foundation, vilken också bidrog med initial finansiering. Organisationen består av ledande finansmän och akademiker och syftar till att bidra till att öka förståelsen av ekonomiska och finansiella frågor samt utreda konsekvenserna av privata och offentliga beslut som har bäring på finanssektorn och på ekonomin som helhet. Organisationens första chef var Johannes Witteveen, före detta chef vid Internationella Valutafonden (IMF). Organisationens nuvarande chef är Paul Volcker.

## Organisationens intresseområde
Särskilda områden som Group of Thirty behandlar är: 
- Utrikeshandel och valutahandel
- Internationella finansinstitutioner
- Centralbanker och övervakning av finanssektorn
- Makroekonomiska frågor
- Clearing-frågor